# Current Biology
Current Biology ist eine wissenschaftliche Fachzeitschrift, die Artikel aus allen Bereichen der Biologie veröffentlicht, insbesondere aus Zellbiologie, Molekularbiologie, Genetik, Neurobiologie, Ökologie und Evolutionsbiologie. Current Biology erscheint zweiwöchentlich und umfasst Forschungsarbeiten, die vor der Veröffentlichung durch Peer-Review begutachtet werden. Des Weiteren enthält Current Biology Übersichtsartikel und einen Magazinteil. Die Zeitschrift besteht seit 1992 und ist seit 2001 Teil von Cell Press, einer Abteilung von Elsevier. Der Chefredakteur ist Geoffrey North.
Der Impact Factor lag 2014 bei 9,571. In der Statistik des ISI Web of Knowledge lag das Journal damit auf Rang 15 von 289 Zeitschriften in der Kategorie Biochemie & Molekularbiologie und Platz 20 von 184 Zeitschriften in der Kategorie Zellbiologie.